# 1500

## Събития
- Населението на Европа е приблизително 60 милиона.
- 22 април – Официално е открита Бразилия.

## Родени
- Руй Лопес де Вилялобос, испански мореплавател
- 24 февруари – Карл V, Свещен римски император
- 17 май – Федерико II Гонзага, херцог на Мантуа
- 5 юли – Парис Бордоне, италиански художник
- 3 ноември – Бенвенуто Челини, италиански скулптор и ювелир

## Починали
- 29 май – Бартулумеу Диаш, португалски изследовател
- 12 септември – Албрехт III, херцог на Саксония